# Millbrook (Alabama)
Millbrook és una població dels Estats Units a l'estat d'Alabama. Segons el cens del 2000 tenia 10.386 habitants.

## Demografia
Segons el cens del 2000, Millbrook tenia 10.386 habitants, 3.660 habitatges, i 2.931 famílies. La densitat de població era de 421,2 habitants/km².
Dels 3.660 habitatges en un 45,7% hi vivien nens de menys de 18 anys, en un 64,5% hi vivien parelles casades, en un 12,2% dones solteres, i en un 19,9% no eren unitats familiars. En el 16,7% dels habitatges hi vivien persones soles el 4,8% de les quals corresponia a persones de 65 anys o més que vivien soles. El nombre mitjà de persones vivint en cada habitatge era de 2,84 i el nombre mitjà de persones que vivien en cada família era de 3,21.
Per edats la població es repartia de la següent manera: un 31,7% tenia menys de 18 anys, un 7,7% entre 18 i 24, un 34,5% entre 25 i 44, un 19,1% de 45 a 60 i un 7% 65 anys o més.
L'edat mediana era de 31 anys. Per cada 100 dones hi havia 95 homes. Per cada 100 dones de 18 o més anys hi havia 90,6 homes.
La renda mediana per habitatge era de 43.838 $ i la renda mediana per família de 47.004 $. Els homes tenien una renda mediana de 34.893 $ mentre que les dones 23.998 $. La renda per capita de la població era de 17.189 $. Aproximadament el 7,4% de les famílies i el 8,9% de la població estaven per davall del llindar de pobresa.

## Poblacions més properes
El següent diagrama mostra les poblacions més properes.